# Бордесгольм
Бордесгольм (нім. Bordesholm) — громада в Німеччині, розташована в землі Шлезвіг-Гольштейн. Входить до складу району Рендсбург-Екернферде. Центр об'єднання громад Бордесгольм.
Площа — 10,16 км2. Населення становить 7766 ос. (станом на 31 грудня 2020).

## Галерея

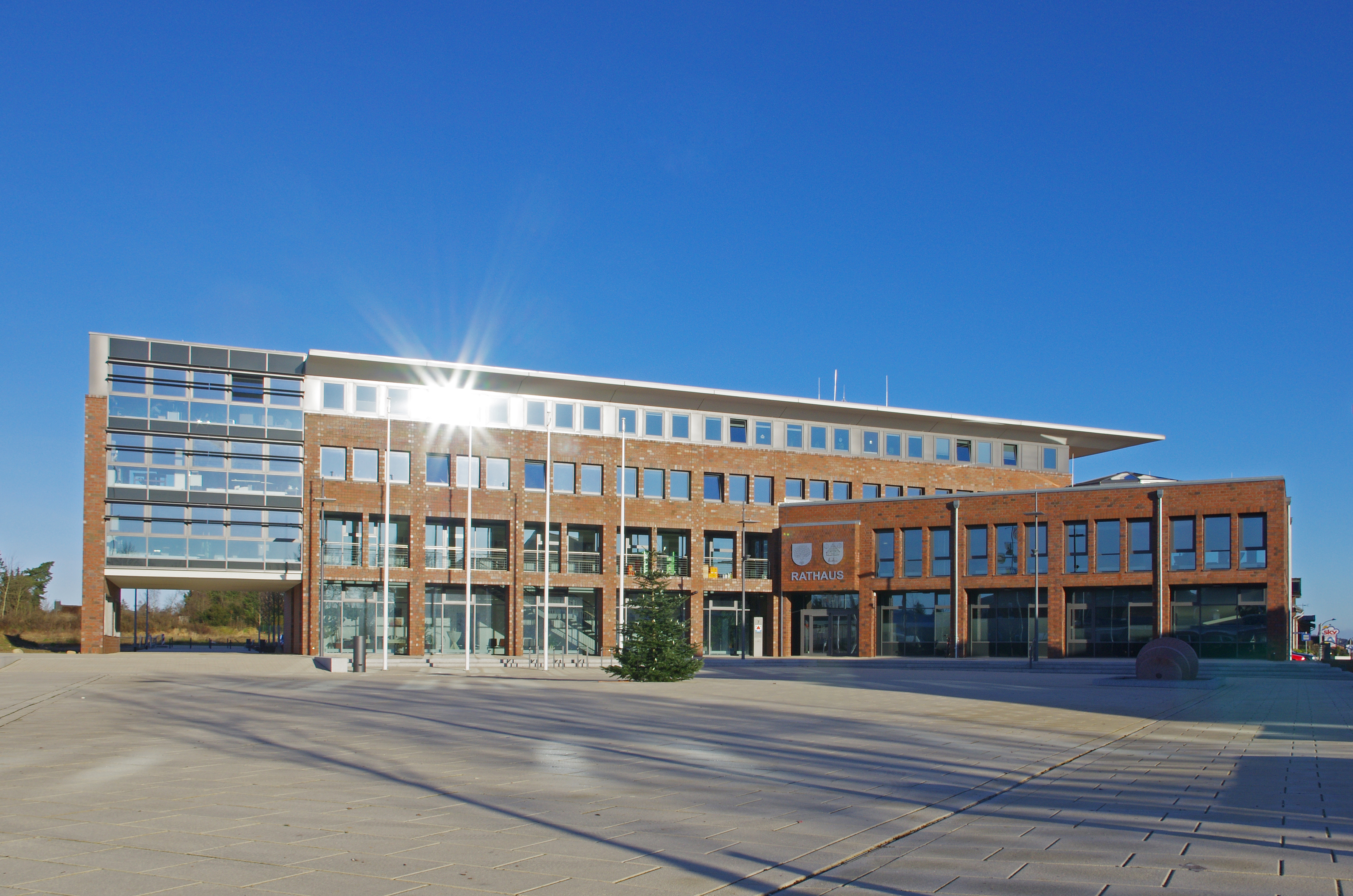
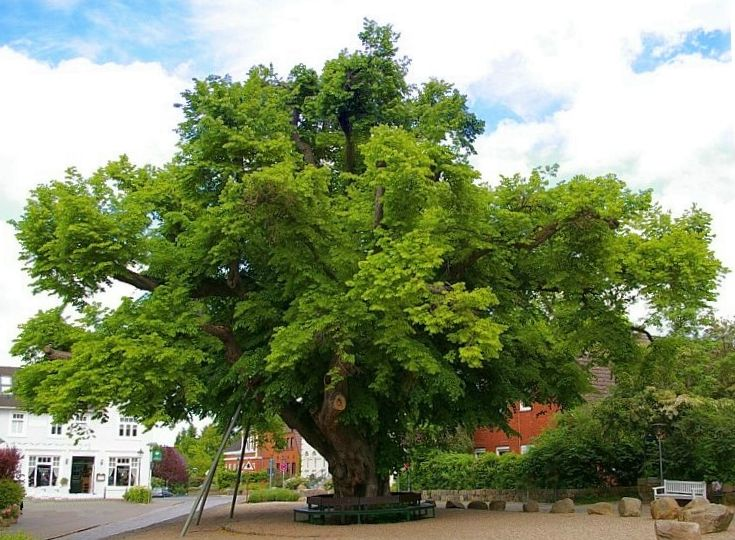